# Tazrouk
Tazrouk (em árabe: تاظروك) é uma comuna localizada na província de Tamanghasset, Argélia. Sua população estimada em 2008 era de 4 091 habitantes.